# Instituto Federal de Brasília
Het Instituto Federal de Brasília, voluit Instituto Federal de Educação, Ciência e Tecnologia de Brasília (IFB), vertaald: Federaal Instituut voor Onderwijs, Wetenschap en Technologie van Brasilia, is een Braziliaanse openbare onderwijsinstelling. Het is gevestigd in de hoofdstad Brasilia, in het Federaal District. 
Het is een instituut voor middelbaar en hoger beroepsonderwijs op het gebied van wetenschap en techniek. 
Het heeft anno 2020 een samenwerkingsverband met het Polytechnic College Suriname in Suriname.

## Geschiedenis
Op 29 december 2008 werd de wet van kracht die de oprichting van federale onderwijsinstellingen mogelijk maakte, waaronder het Instituto Federal de Brasília. De federale instituten zijn opgericht met het doel onderwijs te stimuleren op het gebied van techniek, natuurkunde, scheikunde, wiskunde en biologie. 

## Campussen
- Planaltina
- Taguatinga
- Brasilia
- Samambaia
- Gama
- Riacho Fundo
- São Sebastião
- Estrutural
- Ceilândia
- Recanto das Emas